# Brösarp
Brösarp er et byområde med 700 indbyggere i Tomelilla kommun, Skåne län, Sverige. I udkanten af byen ligger Brösarps backar.
55°43′30″N 14°6′5″Ø / 55.72500°N 14.10139°Ø